# Awka
Pronunciação

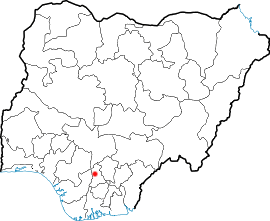
Localização de Awka

Awka é uma cidade da Nigéria, capital do estado de Anambra. Sua população é estimada em 176.858 habitantes.